# Дуиб, Мохтар
Мохтар Дуиб (араб. مختار ذويب‎; род. 23 марта 1952, Сфакс) — тунисский футболист, играл на позиции полузащитника. Участник чемпионата мира 1978 года.

## Биография

### Клубная карьера
Дуиб в течение большей части футбольной карьеры играл за «Сфаксьен», с которым выиграл два чемпионских титула в 1978 и 1981 годах. Помимо этого, в 1979 году он уезжал в Саудовскую Аравию, где в течение одного сезона играл за «Ан-Наср».

### Карьера в сборной
В составе сборной Туниса принимал участие на чемпионате мира 1978 года, где сыграл в трёх матчах группового этапа со сборными Мексики (3:1), Польши (0:1) и ФРГ (0:0). В матче со сборной Мексики забил третий гол и туниссцы выиграли матч со счётом 3:1, но сборная Туниса не смогла выйти из группы на том турнире. Всего за сборную Туниса сыграл 52 матча и забил 1 гол.

## Достижения
«Сфаксьен»
- Чемпион Туниса (2) : 1977/78, 1980/81